# 普林斯頓大學出版社

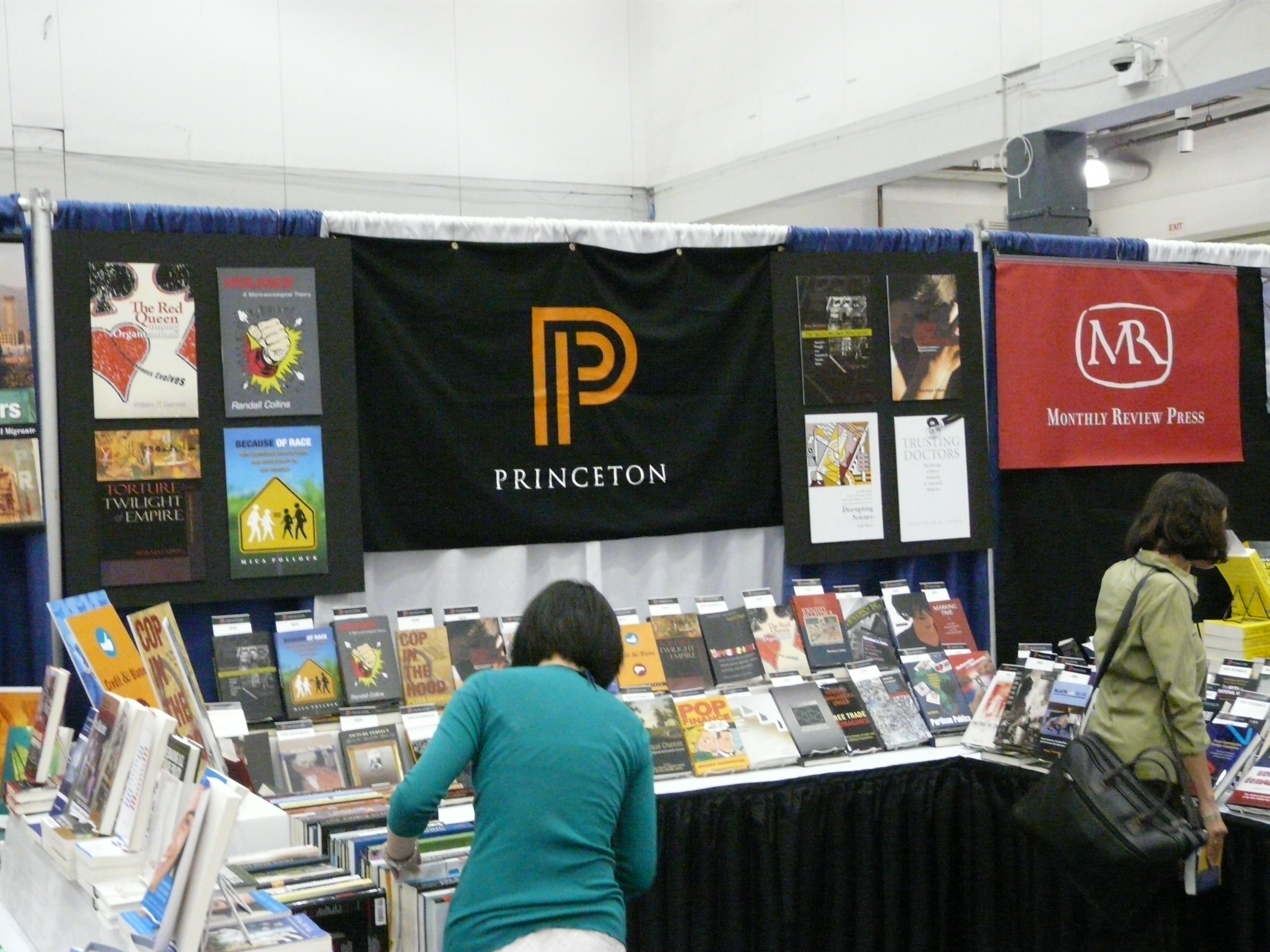
2008 conference booth

普林斯頓大學出版社（英語：Princeton University Press）是與普林斯頓大學關係密切的獨立出版社。它的使命是對學術界和社會大眾傳播學術成果。
1905年，出版社在Charles Scribner II$1000的資助下，由惠特尼·達羅創立，服務普林斯頓大學。它出版的第一本書，是1912年新版John Witherspoon的《道德哲學講座》。

## 出版物

### 丛书
- 普林斯顿科学文库